# Meester van Soeterbeek
Meester van Soeterbeek is de noodnaam voor een anonieme beeldsnijder die houten heiligenbeelden en reliëfs heeft vervaardigd. Hij was actief in de late middeleeuwen en zijn werk valt te dateren tussen 1470 en 1480.
De naam is gegeven in 1972, toen kunsthistorici een verwantschap tussen een aantal beelden ontdekten. Deze beelden waren in bezit van het Klooster Soeterbeeck te Deursen, waar de naam dan ook vandaan komt. Oorspronkelijk was men van mening dat de beelden meegevoerd waren uit het Klooster Soeterbeek bij Nuenen, van waaruit de zusters Augustinessen in 1732 naar Deursen getrokken zijn, omdat ze in de Staatse gebieden niet meer mochten functioneren. Tegenwoordig meent men dat de meester in Grave moet hebben gewerkt, mede gezien de invloeden van de Nederrijnse gotiek op zijn werk.
De beelden van deze meester vertonen, in tegenstelling tot de strakkere lijnen bij de Meester van Koudewater, meer levendige vormen met duidelijke gelaatstrekken en diagonale plooien.
In het Museum voor Religieuze Kunst te Uden bevindt zich werk van deze meester, zoals een triptiek met de heilige Elisabeth, de heilige Augustinus, en de heilige Apollonia.